# Geir André Herrem
Geir André Herrem (Bryne, 28 gennaio 1988) è un calciatore norvegese, attaccante dell'Åsane.

## Carriera

### Club
Herrem ha iniziato la carriera nel Bryne, per passare poi all'Ålgård con la formula del prestito. È tornato poi al Bryne, per cui è riuscito a debuttare nella 1. divisjon: è stato titolare nel pareggio a reti inviolate contro il Follo. Il 29 agosto ha segnato la prima rete, nella sconfitta per 1-2 contro lo Strømmen. Il 19 settembre ha siglato una doppietta nel successo esterno per 0-3 sul Moss.
A fine stagione ha lasciato la squadra per trasferirsi ai tedeschi del Babelsberg 1903, militanti in 3. Liga. Ha esordito il 22 gennaio 2011, sostituendo Anton Makarenko nel pareggio a reti inviolate contro il Wehen. Il 19 febbraio ha segnato la prima rete, nel pareggio per 1-1 contro il Rot-Weiß Erfurt.
Il 10 luglio 2011 si è trasferito agli estoni del Flora Tallinn, militanti nella massima divisione nazionale. Ha giocato il primo incontro per il club il 16 luglio, nel pareggio per 1-1 in casa del Narva Trans. Il 3 agosto sono arrivate le prime reti, con una tripletta realizzata al Lella, in un match valido per la coppa nazionale. È tornato poi al Bryne, da cui si è svincolato al termine del campionato 2012.
Libero da vincoli contrattuali, ha allora firmato un accordo col Vidar. Ha esordito in squadra il 17 aprile 2013, schierato titolare nel successo interno per 4-3 sullo Staal, partita in cui ha realizzato una doppietta. È rimasto in squadra per circa un anno e mezzo, nel quale ha messo a referto 29 reti in 41 presenze, tra campionato e coppa nazionale.
Nell'estate 2014, si è trasferito al Fyllingsdalen. Ha disputato il primo incontro in squadra il 9 agosto, schierato titolare nella sconfitta esterna sul campo dell'Egersund, col punteggio di 2-1. Il 7 settembre ha siglato il primo gol con questa maglia, nel pareggio per 2-2 in casa del Førde. Ha chiuso la stagione con 7 reti in 11 presenze in campionato.
È rimasto in squadra anche per il campionato 2015, fino alla finestra di trasferimento estiva. Ha totalizzato altre 10 presenze e 6 reti con questa maglia, arrivando complessivamente a 29 reti in 41 partite, tra tutte le competizioni.
Il 20 luglio 2015, l'Åsane ha annunciato d'aver ingaggiato Herrem con la formula del prestito, che sarebbe stato valido a partire dal 22 luglio, data di riapertura del calciomercato. Ha esordito con questa maglia il 26 luglio, schierato titolare nella sconfitta interna per 0-1 contro il Nest-Sotra. Il 16 agosto ha segnato la prima rete, nella sconfitta casalinga per 1-2 contro il Ranheim. Ha chiuso la stagione con 7 reti in 15 presenze.
Il 15 gennaio 2016, il trasferimento di Herrem all'Åsane è diventato a titolo definitivo. Nella seconda annata in squadra, Herrem ha totalizzato 14 reti in 22 presenze in campionato, che il suo Åsane ha chiuso al 10º posto finale in classifica.
Il 13 dicembre 2017, l'Åsane ha ufficializzato il rinnovo di Herrem fino al 31 dicembre 2018. Il 13 marzo 2018, lo stesso Åsane ha reso noto d'aver raggiunto un accordo per la cessione a titolo definitivo di Herrem al Bodø/Glimt, trasferimento soggetto al raggiungimento degli accordi personali tra il nuovo club ed il calciatore, oltre al superamento delle visite mediche di rito.
Il 16 marzo 2018, il Bodø/Glimt ha ufficializzato il completamento del trasferimento in squadra di Herrem, che ha firmato un contratto biennale col nuovo club. Nel corso della stagione 2018 è partito sempre dalla panchina, mentre in quella successiva si è spesso ritagliato un posto da titolare fintanto che non è stato ceduto a stagione in corso.
Nell'ultimo giorno della sessione estiva del mercato svedese, il 13 agosto 2019, Herrem è stato acquistato a titolo definitivo dal Kalmar con un contratto di un anno e mezzo. Durante questo periodo ha totalizzato 21 presenze in Allsvenskan, realizzando una rete. Sia nel 2019 che nel 2020 la squadra ha chiuso il campionato al terzultimo posto, e si è salvata in entrambi i casi solo grazie agli spareggi salvezza. In entrambe le annate, Herrem ha realizzato un prezioso gol nella gara di andata degli spareggi in questione, più precisamente in occasione della vittoria contro il Brage (2019) e in quella contro lo Jönköpings Södra (2020).
Il 27 febbraio 2021 ha fatto ritorno all'Åsane, a cui si è legato con un contratto annuale.

## Statistiche

### Presenze e reti nei club
Statistiche aggiornate al 28 febbraio 2021.
| Stagione             | Club                 | Campionato           | Campionato | Campionato | Coppe nazionali | Coppe nazionali | Coppe nazionali | Coppe continentali | Coppe continentali | Coppe continentali | Supercoppe | Supercoppe | Supercoppe | Totale | Totale |
| Stagione             | Club                 | Comp                 | Pres       | Reti       | Comp            | Pres            | Reti            | Comp               | Pres               | Reti               | Comp       | Pres       | Reti       | Pres   | Reti   |
| -------------------- | -------------------- | -------------------- | ---------- | ---------- | --------------- | --------------- | --------------- | ------------------ | ------------------ | ------------------ | ---------- | ---------- | ---------- | ------ | ------ |
| 2007                 | Ålgård               | 2D                   | ?          | ?          | CN              | ?               | ?               | -                  | -                  | -                  | -          | -          | -          | ?      | ?      |
| 2008                 | Ålgård               | 2D                   | ?          | ?          | CN              | ?               | ?               | -                  | -                  | -                  | -          | -          | -          | ?      | ?      |
| 2009                 | Ålgård               | 2D                   | ?          | ?          | CN              | ?               | ?               | -                  | -                  | -                  | -          | -          | -          | ?      | ?      |
| Totale Ålgård        | Totale Ålgård        | Totale Ålgård        | ?          | ?          |                 | ?               | ?               |                    | -                  | -                  |            | -          | -          | ?      | ?      |
| 2010                 | Bryne                | 1D                   | 16         | 10         | CN              | ?               | ?               | -                  | -                  | -                  | -          | -          | -          | 16+    | 10+    |
| gen.-giu. 2011       | Babelsberg 1903      | 3L                   | 16         | 3          | CG              | -               | -               | -                  | -                  | -                  | -          | -          | -          | 16     | 3      |
| lug.-dic. 2011       | Flora Tallinn        | ML                   | 9          | 1          | CE              | ?               | ?               | UCL                | 1                  | 0                  | SE         | -          | -          | 10+    | 1+     |
| 2012                 | Bryne                | 1D                   | 25         | 5          | CN              | 1+              | 0+              | -                  | -                  | -                  | -          | -          | -          | 26+    | 5+     |
| Totale Bryne         | Totale Bryne         | Totale Bryne         | 41         | 15         |                 | 1+              | 0+              |                    | -                  | -                  |            | -          | -          | 42+    | 15+    |
| 2013                 | Vidar                | 2D                   | 24         | 21         | CN              | 2               | 2               | -                  | -                  | -                  | -          | -          | -          | 26     | 23     |
| gen.-ago. 2014       | Vidar                | 2D                   | 13         | 4          | CN              | 2               | 2               | -                  | -                  | -                  | -          | -          | -          | 15     | 6      |
| Totale Vidar         | Totale Vidar         | Totale Vidar         | 37         | 25         |                 | 4               | 4               |                    | -                  | -                  |            | -          | -          | 41     | 29     |
| ago.-dic. 2014       | Fyllingsdalen        | 2D                   | 11         | 7          | CN              | -               | -               | -                  | -                  | -                  | -          | -          | -          | 11     | 7      |
| gen.-lug. 2015       | Fyllingsdalen        | 2D                   | 7          | 1          | CN              | 3               | 5               | -                  | -                  | -                  | -          | -          | -          | 10     | 6      |
| Totale Fyllingsdalen | Totale Fyllingsdalen | Totale Fyllingsdalen | 18         | 8          |                 | 3               | 5               |                    | -                  | -                  |            | -          | -          | 21     | 13     |
| lug.-dic. 2015       | Åsane                | 1D                   | 15         | 7          | CN              | -               | -               | -                  | -                  | -                  | -          | -          | -          | 15     | 7      |
| 2016                 | Åsane                | 1D                   | 22         | 14         | CN              | 2               | 4               | -                  | -                  | -                  | -          | -          | -          | 24     | 18     |
| 2017                 | Åsane                | 1D                   | 27         | 11         | CN              | 2               | 0               | -                  | -                  | -                  | -          | -          | -          | 29     | 11     |
| 2018                 | Bodø/Glimt           | ES                   | 16         | 1          | CN              | 5               | 2               | -                  | -                  | -                  | -          | -          | -          | 21     | 3      |
| gen.-ago. 2019       | Bodø/Glimt           | ES                   | 15         | 6          | CN              | 1               | 0               | -                  | -                  | -                  | -          | -          | -          | 16     | 6      |
| Totale Bodø/Glimt    | Totale Bodø/Glimt    | Totale Bodø/Glimt    | 31         | 7          |                 | 6               | 2               |                    | -                  | -                  |            | -          | -          | 37     | 9      |
| ago.-dic. 2019       | Kalmar               | A                    | 7+2        | 0+1        | CS              | 1               | 0               | -                  | -                  | -                  | -          | -          | -          | 10     | 1      |
| 2020                 | Kalmar               | A                    | 14+2       | 1+1        | CS              | 1               | 2               | -                  | -                  | -                  | -          | -          | -          | 17     | 4      |
| Totale Kalmar        | Totale Kalmar        | Totale Kalmar        | 21+4       | 1+2        |                 | 2               | 2               |                    | -                  | -                  |            | -          | -          | 27     | 5      |
| 2021                 | Åsane                | 1D                   | 0          | 0          | CN              | 0               | 0               | -                  | -                  | -                  | -          | -          | -          | 0      | 0      |
| Totale Åsane         | Totale Åsane         | Totale Åsane         | 64         | 32         |                 | 4               | 4               |                    | -                  | -                  |            | -          | -          | 68     | 36     |
| Totale               | Totale               | Totale               | ?          | ?          |                 | ?               | ?               |                    | 1                  | 0                  |            | -          | -          | ?      | ?      |

## Palmarès
- Campionato estone: 1

Flora Tallinn: 2011